# Симбухово (Пензенская область)
Симбухово — село в Мокшанском районе Пензенской области. Входит в Богородский сельсовет. 

## Расположение
Расположено на берегу реки Мокша в 47 километрах от Пензы и в 7 километрах от посёлка Мокшан.

### Улицы
Всего в селе 4 улицы:
- ул. Заречная
- ул. Нагорная
- ул. Садовая
- ул. Школьная

## История
Основано в Завальном стане Пензенского уезда на земле, отказанной 2 августа 1690 г. атемарцу Тимофею Андреевичу Синбугину  «в Саранском уезде порозжая земля, дикое поле на реке Азясе, около Драгунского липяга, по обе стороны Ломовские и Макшанские дороги, и дача Андрея Синбугина по реке Мокше», вероятно, земли отца Тимофея Синбугина, полученные им ранее. Около 1700 г. поместье перешло к его сыну Тимофею и в 1719 г. показано за ним. С 1780 г. – в Мокшанском уезде Пензенской губернии. В 1782 г. – с. Архангельское, Синбухино тож, графини, генерал-поручицы Марии Артемьевны Воронцовой (умерла в 1866 г.), 111 дворов, господский дом каменный, ветхая деревянная церковь во имя Архангела Михаила (строилась новая каменная), конный двор каменный, в котором 150 лошадей немецкой, датской и русской пород, при господском доме работали ткачихи, выделывая цветные ковры для господских покоев; всей дачи – 2053 десятины, в том числе усадебной земли – 70, пашни – 1327, сенных покосов – 103, леса – 140; на реке Мокше две мельницы, каждая о двух поставах; «земля – чернозем, урожай хлеба хорош, а травы средствен. Лес строевой, дубовый, осиновый, березовый и дровяной тех же родов»; крестьяне находились частью на барщине, частью на оброке (платили 3 рубля в год с души); часть крестьян выделывала кирпич и занималась кладкой каменных строений; два раза в год ездили к господам в Москву с продуктами. Перед отменой крепостного права с. Архангельское, Симбухино тож, и д. Воронцовка показаны за Елизаветой Петровной Топорниной, у нее 453 ревизских души крестьян, 41 ревизская душа дворовых, 77 ревизских душ на оброке (платили в год от 14 до 28,5 рубля с тягла), 75 тягол на барщине, у крестьян 120 дворов на 61,5 дес. усадебной земли (с огородами, гуменниками и конопляниками), 1079 дес. пашни, 63 дес. сенокоса, у помещицы 1069 дес. удобной земли, в том числе леса и кустарника 684 дес. В 1877 г. — в составе Михайловской волости Мокшанского уезда, 159 дворов, каменная Архангельская церковь, земское училище. В 1910 г. – с. Симбухово, Волынщина тож, Михайловской волости, одна община, 206 дворов, церковь, церковноприходская школа, водяная и ветряная  мельницы, кузница, кирпичный сарай, 3 лавки, в 2-х верстах – имение Оболенского.
Каменный храм во имя Архистратига Михаила в Симбухово был построен в 1780 году на средства графа Воронцова. Имел два придела: в честь Николы Чудотворца (справа) и мц. Ирины (слева), который в 1809 году сгорел. 4 августа 1897 года был утвержден проект на распространение трапезной части церкви. При этом строительное отделение признало необходимым изменить конструкцию сводов, сломав две стены трапезной - северную и южную - и заменив их четырьмя столбами. Своды предполагалось сделать коробчатыми, а четыре угловых - крестовыми. Южная стена трапезной была расширена в 1898 году, в ней был устроен новый иконостас (за 800 рублей) и 30 января 1899 года освящен придел во имя свт. и чуд. Николая. Северная сторона - в 1902 году, в ней также был устроен новый иконостас (за 1250 рублей) и 5 декабря 1904 года освящен придел во имя Трех святителей.
С 1928 года село являлось центром сельсовета Мокшанского района Пензенского округа Средне-Волжской области (с 1939 года — в составе Пензенской области). В 1955 г. – в составе Богородского сельсовета, центральная усадьба колхоза имени 8 Марта. 

## Население
| 1782 | 1864 | 1877 | 1897 | 1910  | 1926  | 1930  |
| ---- | ---- | ---- | ---- | ----- | ----- | ----- |
| 741  | ↗823 | ↗835 | ↗947 | ↗1104 | ↘1036 | ↗1101 |
| 1939 | 1959 | 1979 | 1989 | 1996  | 2002  | 2010  |
| ↘689 | ↘541 | ↗570 | ↗622 | ↗630  | ↗634  | ↘602  |

## Достопримечательности
В селе имеется действующая Церковь Михаила Архангела (1780).

## Известные люди
Симбухово — родина В.М. Артоболевского (1874–1952), ученого, орнитолога, работавшего в Киеве.